# La Chinoise
La Chinoise is een Franse dramafilm uit 1967 onder regie van Jean-Luc Godard.

## Verhaal
Vijf studenten volgen de leer van Mao. Hun ideeën worden almaar extremer en al gauw besluiten ze dat ze een moord moeten plegen.

## Rolverdeling
| Acteur            | Personage |
| ----------------- | --------- |
| Anne Wiazemsky    | Véronique |
| Jean-Pierre Léaud | Guillaume |
| Juliet Berto      | Yvonne    |
| Michel Semeniako  | Henri     |
| Lex de Bruijn     | Kirilov   |
| Omar Diop         | Omar      |
| Francis Jeanson   | Francis   |
| Blandine Jeanson  | Blandine  |